# Leme (São Paulo)
Leme is een gemeente in de Braziliaanse deelstaat São Paulo. De gemeente telt 103.391 inwoners (schatting 2019).

## Geografie

### Aangrenzende gemeenten
De gemeente grenst aan Aguaí, Araras, Corumbataí, Mogi-Guaçu, Pirassununga, Rio Claro en Santa Cruz da Conceição.

### Verkeer en vervoer
De plaats ligt aan de radiale snelweg BR-050 tussen Brasilia en Santos. Daarnaast ligt ze aan de weg SP-330.

## Religie
Het Christendom is als volgt in de stad aanwezig:

### Katholieke Kerk
De katholieke kerk in de gemeente maakt deel uit van het Bisdom Limeira.

### Protestantse Kerk
De meest uiteenlopende evangelische overtuigingen zijn aanwezig in de stad, voornamelijk pinkstergelovigen, waaronder onder meer de Assemblies of God in Brazilië (de grootste evangelische kerk van het land) en de Christelijke Congregatie in Brazilië. Deze denominaties groeien steeds meer in heel Brazilië.